# Warscewiczia
Warscewiczia là một chi thực vật có hoa trong họ Thiến thảo (Rubiaceae).

## Loài
Chi Warscewiczia gồm các loài: